# Kabaty
Kabaty [kaˈbatɨ]  là một khu phố ở Ursynów, quận cực nam của Warsaw. Dân cư ở đây thưa thớt cho đến cuối những năm 1980, Kabaty chứng kiến sự tăng trưởng dân số nhanh chóng trong những năm 1990 và đặc biệt là những năm 2000. Nó nằm gần rừng Kabaty, một điểm đến cuối tuần phổ biến cho người dân Warsaw.

## Lịch sử
Kabaty đã có người cư trú ít nhất 600 năm. Một ngôi làng có tên Kabaty lần đầu tiên được đề cập vào năm 1386 là thuộc về Andrzej Ciołek, một người lính của Płock. Hoàng tử Janusz I của Masovia đã ban cho nó Luật Chełm (một biến thể địa phương của Luật đặc quyền thị trấn Magdeburg) và một mức độ tự chủ nội bộ nhất định. Cho đến thế kỷ 16, ngôi làng vẫn là một phần của lãnh thổ gia đình Ciołek. Trong cuộc điều tra dân số năm 1580, nó đã được báo cáo là rộng khoảng 70 ha. 

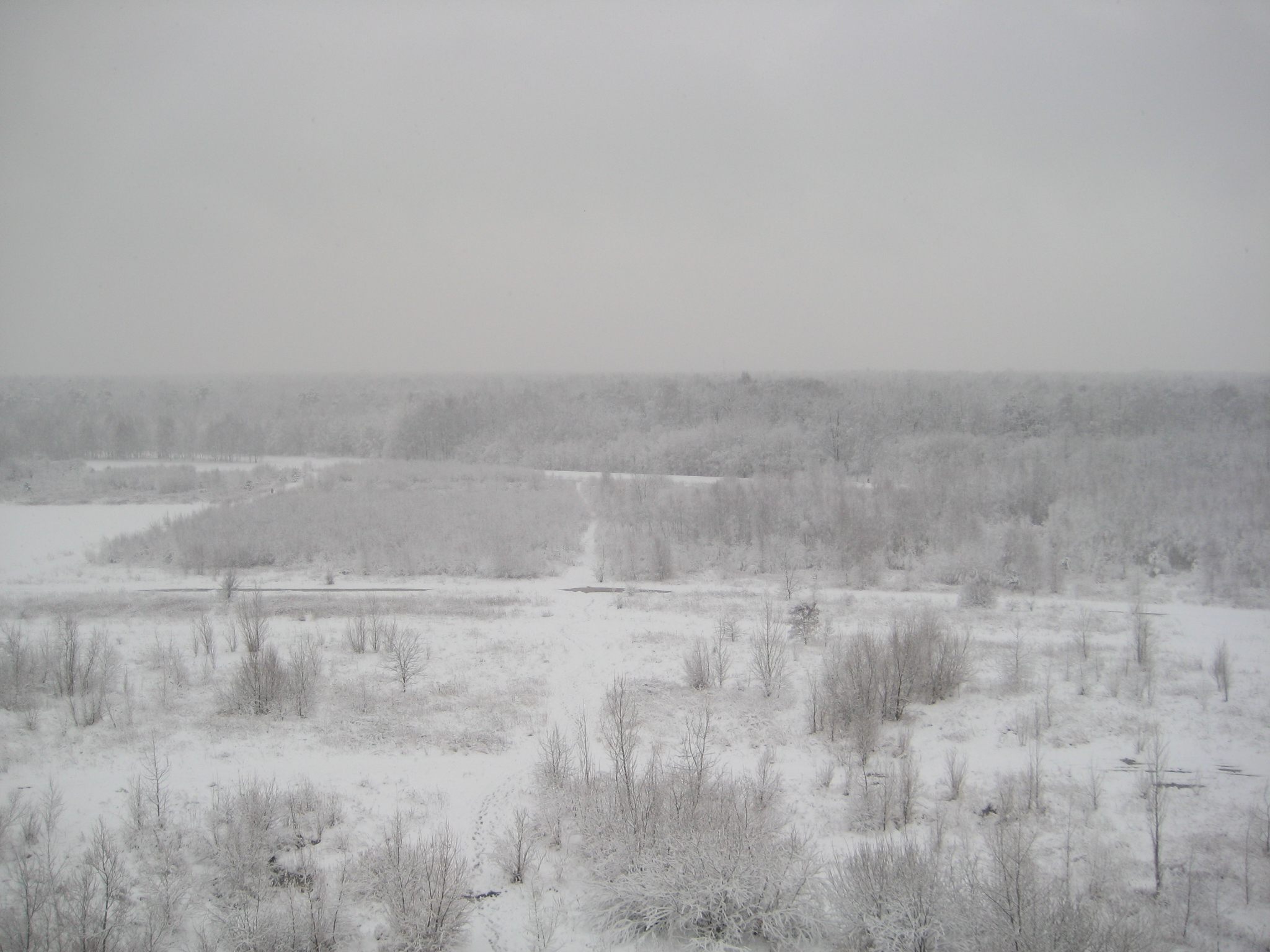
Rừng Kabaty trong tuyết

Sau chiến tranh, ngôi làng và những cánh đồng nằm cạnh khu rừng đã bị quốc hữu hóa và được coi là không gian cho Warsaw mở rộng. Tuy nhiên, mãi đến năm 1951, nó mới trở thành một phần của Warsaw, được bao gồm trong quận Ursynów mới được thành lập. Trong những năm 1990, khu vực này đã được xây dựng với các khu chung cư và nhà ở gia đình, và hoạt động nông nghiệp đã bị ngừng lại. Khu vực này hiện là một trong những khu vực phát triển nhanh nhất của Warsaw. Do sự gần gũi của nó với Rừng - một điểm đến cuối tuần phổ biến cho người dân thủ đô - nó được coi là điểm đến lý tưởng trong tầng lớp trung lưu.
Kabaty có hai cơ sở tàu điện ngầm Warsaw: sân tàu Kabaty và nhà ga Kabaty, bến cuối phía nam của tuyến số. 1, bên dưới ngã tư đường Wąwozowa và đại lộ KEN.